# 군산 상주사 목조삼세불좌상
군산 상주사 목조삼세불좌상(群山 上柱寺 木造三世佛坐像)은 대한민국 전북특별자치도 군산시, 상주사에 있는 조선시대의 불상이다. 2013년 5월 20일 전라북도 유형문화재 제221호로 지정되었다.

## 개요
상주사는 군산시 서수면 축동리 축성산에 위치한 사찰로서, 백제 무왕때 창건되었고, 고려 공민왕때 나옹대사, 조선 인조 19년(1641) 취계대사, 영조 38년(1762)에 학봉선사가 각각 중창하였다.
삼불좌상은 높이가 1m가 넘는 대형 목불로서 원만한 상호, 당당한 어깨, 균형있는 모습 등 17세기 전반의 작품으로 현재 대웅전 불단 위에 삼불을 봉안하고 있는데 가운데에는 석가여래, 왼쪽에 약사여래, 오른쪽에 아미타여래를 안치하고 있다.
중앙의 석가여래좌상은 나발의 머리 위에 육계가 표시되었고 얼굴 형태가 원만하며 양 미간, 콧날, 입술이 정제되어 있으며, 미간의 백호(白豪)는 수정이며 양쪽 귀는 짧은 편이나 목에 삼도(三道)가 돌려 있어 인자하면서도 근엄한 인상이다. 법의(法衣)는 양쪽 어깨에 걸친 통견(通肩)인데 오른쪽은 법의가 바깥쪽으로 펼쳐져 팔이 안쪽으로 노출되고 있고, 오른쪽 팔 밖으로부터 배꼽 앞을 거쳐 큼직한 원호(圓弧)를 그리고 길게 늘어져 양쪽 무릎을 덮고 있다. 가슴에는 군의(裙衣)와 군의대(裙衣帶)가 보이는데 별다른 장식은 없고 사선으로 한겹 접혀 있다. 수인(手印)은 오른손을 오른쪽 무릎 위에 놓아 촉지인(觸地印)을 취하고 있으며 왼손은 결가부좌(結跏趺坐)한 오른쪽 발바닥 위에 놓아 상장(上掌)하여 엄지와 중지를 잡고 있으며, 하면은 널찍한 목판으로 막음하였다.
왼쪽의 약사여래좌상은 나발의 머리 위에 육계가 표시되었고 얼굴 형태가 원만하며 양 미간, 콧날, 입술이 정제되어 있다. 이마의 백호는 수정이며 양쪽 귀는 짧은 편이나 목에 둘러진 삼도(三道)가 잘 어울려 인자하면서도 근엄한 인상이다. 법의(法衣)는 양쪽 어깨에 걸친 통견(通肩)으로 길게 흘러 배꼽 앞을 거쳐 큼직한 원호(圓弧)를 그리고 양쪽 팔에 걸친 옷은 길게 늘어져 양쪽 무릎을 덮고 있다. 가슴에는 군의(裙衣)와 군의대(裙衣帶)가 사선으로 한겹 졉혀 있다. 수인(手印)은 오른손을 앞에 놓아 상장(上掌)하여 엄지와 중지를 잡고 있으며 왼손은 어깨 쪽에 수평으로 들어 엄지와 중지를 잡고 약병을 받들고 있다.
오른쪽의 아미타여래좌상은 나발의 머리 위에 육계가 표시되었고 얼굴 형태가 원만하며 양 미간, 콧날, 입술이 정제되어 있다. 이마의 백호는 수정이며 양쪽 귀는 짧은 편이나 목에 둘러진 삼도(三道)가 잘 어울려 인자하면서도 근엄한 인상이다. 법의(法衣)는 양쪽 어깨에 걸친 통견(通肩)으로 길게 흘러 배꼽 앞을 거쳐 큼직한 원호(圓弧)를 그리고 양쪽 팔에 걸친 옷은 길게 늘어져 양쪽 무릎을 덮고 있다. 가슴에는 군의(裙衣)와 군의대(裙衣帶)가 사선으로 한겹 졉혀 있다. 수인(手印)은 오른손을 어깨 높이까지 들어 외장(外掌)하여 엄지와 중지를 잡고 있으며 왼손은 결가부좌한 오른쪽 발꿈치에 놓고 상장(上掌)하여 엄지와 중지를 잡고 있다.
삼세불의 높이가 모두 1m를 넘는 대형 목불로서 원만한 상호, 당당한 어깨, 균정한 등체, 결가부좌한 양쪽 무릎이 안정감 있게 조성된 점 등으로 임진왜란 직후인 17세기 초반에 조성된 것으로 추정된다. 전체적으로 단아한 조형과 유려한 옷주름 등 조선시대 전형적인 목불의 형태이다.

## 같이 보기
- 상주사
- 상주사 대웅전

## 참고 자료
- 군산 상주사 목조삼세불좌상 - 국가유산청 국가유산포털